# مسجد علي خوراسغان
مسجد علي خوراسغان (بالفارسية: مسجد علی خوراسگان) هو مسجد تاريخي يعود إلى عصر القاجاريون، ويقع في أصفهان.